# Leurus sylvaticus
Leurus sylvaticus là một loài tò vò trong họ Ichneumonidae.